# Parris Goebel

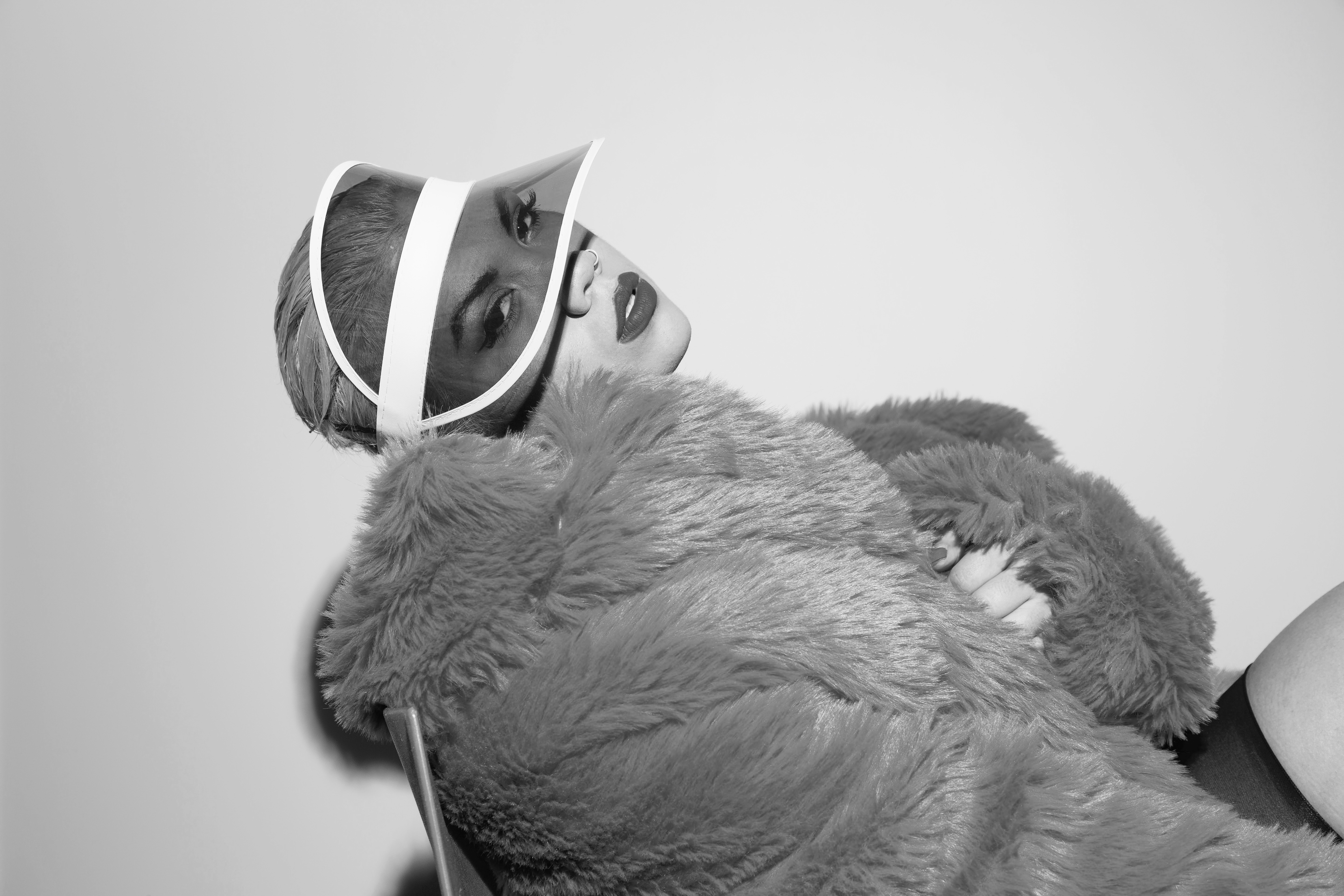
Parris Goebel

Parris Goebel (* 29. Oktober 1991 in Auckland) ist eine neuseeländische Street-Dance-Choreografin und Tänzerin.

## Leben
Parris Goebel startete im Alter von zehn Jahren mit dem Hip-Hop-Tanz. Mit 15 Jahren gründete sie mit vier Freundinnen die Tanzgruppe ReQuest. 2009 gründete sie zusammen mit ihrem Vater das Tanzstudio The Palace Dance Studio in Auckland. Besonders die darin agierende Mega-Crew The Royal Family ist erfolgreich und konnte bei den World Hip-Hop-Dance Championships 2011 bis 2013 dreimal eine Goldmedaille gewinnen.
Seit 2012 gehört sie zu den Choreografen von Jennifer Lopez für Videos und Live-Shows. 2014 hatte sie eine kleine Rolle in dem US-Tanzfilm Step Up: All In. Seit 2015 ist sie Tänzerin und Choreografin für Justin Bieber. Besonders die 13 Musikvideos zum Album Purpose erregten Aufmerksamkeit in der Popwelt.
2018 erschien ihre Autobiografie Young Queen beim Verlag Mary Egan Publishing.